# Emich Karl zu Leiningen-Billigheim
Emich Karl Friedrich Wilhelm August Graf zu Leiningen-Billigheim (* 24. April 1839 in Karlsruhe; † 31. März 1925 in Rom) war ein badischer Standesherr und päpstlicher Rittmeister.

## Herkunft
Graf Emich Karl zu Leiningen-Billigheim aus der Linie Leiningen-Dagsburg-Falkenburg war der jüngste Sohn des Grafen Karl Theodor zu Leiningen-Billigheim und der Gräfin Maria Anna, geborene Gräfin von Westerholt-Gysenberg (* 1802; † 1852). Seine Eltern waren Cousins und über die jeweils mütterliche Familienlinie von Bretzenheim beide Enkelkinder des Kurfürsten Karl Theodor von Pfalz-Bayern.

## Leben
Emich Karl Graf zu Leiningen-Billigheim diente in der Armee des Kirchenstaates und war dort Dragoner-Rittmeister sowie Eskadronchef.
Am 30. Mai 1870 heiratete er die aus Belgien stammende Gräfin Gaëtane de Ribeaucourt (* 1843; † 1872). Seine Frau starb bereits Anfang des Jahres 1872 im Alter von 32 Jahren in Brüssel. Die Ehe blieb kinderlos.
Am 14. Juni 1879 ehrte Papst Leo XIII. den Grafen durch Ernennung zum Päpstlichen Geheimkämmerer mit Degen und Mantel (Camerieri Segreti di Spada e Cappa). Im Jahre 1900 erbte er von seinem Bruder Karl Wenzel die im Großherzogtum Baden gelegene Standesherrschaft Billigheim und wurde damit auch dessen Nachfolger in der Ersten Kammer der Badischen Ständeversammlung. Zu seiner Standesherrschaft gehörten die Schlösser in Billigheim und Neuburg in Obrigheim sowie weitere Liegenschaften in Form von land- und forstwirtschaftlich genutzten Flächen und Gebäuden, welche sich in Allfeld, Obrigheim, Sulzbach und Waldmühlbach befanden. Sein vollständiger offizieller Titel bis zur Abschaffung der Monarchie lautete Graf zu Leiningen, Herr zu Billigheim, Allfeld, Mühlbach, Katzenthal und der Gemarkung Neuburg am Neckar, Graf von Dagsburg und Apremont.

## Ehrungen
- Ehrenbürger der Stadt Rom

## Belege und Anmerkungen
1. ↑  Haus Leiningen im Online Gotha von Paul Theroff
2. ↑  Archiv für Familiengeschichtsforschung (AfF), Starke-Verlag, 2006, Bände 10–11, S. 102;
(Ausschnittscan)
3. ↑  Siehe ebenda

| Personendaten    | Personendaten                                                                          |
| ---------------- | -------------------------------------------------------------------------------------- |
| NAME             | Leiningen-Billigheim, Emich Karl zu                                                    |
| ALTERNATIVNAMEN  | Leiningen-Billigheim, Emich Karl Friedrich Wilhelm August Graf zu (vollständiger Name) |
| KURZBESCHREIBUNG | badischer Standesherr                                                                  |
| GEBURTSDATUM     | 24. April 1839                                                                         |
| GEBURTSORT       | Karlsruhe                                                                              |
| STERBEDATUM      | 31. März 1925                                                                          |
| STERBEORT        | Rom                                                                                    |